# Veliki vezir
Veliki vezir (osmansko turško: صدر اعظم‎ ali وزیر اعظم‎, Vezir-i Azam ali Sadr-ı Azam, turško: Sadrazam, iz perzijskega وزير, wazir – tisti, ki nosi breme, pomočnik) je bil najuglednejši minister sultana Osmanskega cesarstva z absolutnim polnomočjem, ki ga je načeloma lahko razrešil samo sultan. Imel je najvišji položaj v upravni in vojaški hierarhiji cesarstva, bil nosilec sultanovega pečata in je skliceval posvete vseh drugih vezirjev, ki so sodelovali pri reševenju državnih zadev. Vezirji, ki so prisostvovali na takšnih sejah, so se imenovali vezirji kubbealtı, kar dobesedn pomeni vezirji pod kupolo (v palači Topkapi). Sedež velikega vezirja je bil v Visoki porti. 
Veliki vezir (vazīr-e azam) je tudi uradni naslov ministrskega predsednika pakistanske vlade. Njegovi ministri se imenujejo vezirji. 
V začetnih obdobjih Osmanskega cesarstva se je uporabljal samo naslov vezir. Prvi osmanki vezir z naslovom velikega vezirja je bil Čandarli Kara Halil Hajredin Paša. Namen novega naslova je bil razlikovati nosilca sultanovega pečata od drugih vezirjev. Na začetku se je pogosteje uporabljal naslov vezir-i âzam, katerega je postopoma zamenjal naslov sadrazam, oba naslova pa sta v praksi pomenila velikega vezirja. V dolgi zgodovini Osmanskega cesarstva so se veliki vezirji imenovali tudi sadr-ı âlî  (visoki vezir), vekil-i mutlak (absolutni pooblaščenec), sâhib-i devlet (gospodar države) ter serdar-ı ekrem, serdar-ı azam in zât-ı âsafî (vezirska osebnost).
V köprülüjevskem obdobju (1656-1703) je v cesarstvu vladala vrsta močnih velikih vezirjev, ki so bili večinoma iz albanske družine Köprülü. Za to obdobje je značilna relativna neučinkovitost osmanskih sultanov, ki so velik del svoje izvršilne oblasti prenesli na nižje nivoje, predvsem na velike vezirje. 
Po tanzimatskem obdobju Osmanskega cesarstva v 19. stoletju so veliki vezirji prevzeli vlogo, ki je bila podobna vlogi ministrskega predsednika v takratnih zahodnih monarhijah. 
Osmansko cesarstvo je imelo 292 velikih vezirjev. Zadnji med njimi je bil Ahmed Tevfik Paša, ki je bil na tem položaju do 4. novembra 1922. 

## Vira
- All About Turkey
- Encyclopædia Britannica eb.com